# Dubinska ekologija
Dubinska ekologija je filozofski koncept koji nudi teorijsko opravdanje za stav „najpre priroda, a tek onda društvo”. Ona zamenjuje antropocentričnu perpsektivu, koja privileguje ljudske vrednosti i ciljeve, biocentričnom ili ekocentričnom vizijom („perspektivom sjedinjenog prirodnog sveta” prema Lone Wolf Circles).
Dubinska ekologija nudi prirodnu filozofiju koja se pretapa s prirodnom spiritualnošću, te zajedno opravdavaju eko-primitivističku perspektivu mnogih eko-aktivista koji se zalažu za značajno smanjenje ljudske populacije i smanjenje ili ukidanje industrijske tehnologije, čime bi se redukovalo i otklonilo rastuće uništavanje prirodnog sveta od strane modernih industrijskih društava.
Iako se norveški filozof Arne Naess obično smatra stvaraocem dubinske ekologije, knjiga po kojoj je ona dobila ime je „Deep Ecology” Billa Devalla i Georga Sessionsa (1986).